# Aeolian Hall (Londres)
Ne doit pas être confondu avec Aeolian Hall  (Manhattan) ou Aeolian Hall (Ontario).
Pour les articles homonymes, voir Aeolian Hall (homonymie).
Aeolian Hall est une salle de spectacle londonienne qui était située au 135-137 New Bond Street.

## Historique
En 1876, Sir Coutts Lindsay, un artiste amateur accompli ayant une prédilection pour  l'esthétisme, un courant artistique anglais, fait bâtir une galerie, la Grosvenor Gallery. En 1883, il décide d'y installer l'électricité. Quelques voisins en profitent pour lui acheter de l'électricité et ainsi débute le système de distribution électrique en usage aujourd'hui. La crainte d'incendie le contraint cependant à mettre fin à ses activités et, en 1890, Lindsay vend le bâtiment au Grosvenor Club. En 1903, le bâtiment est repris par la Société Orchestrelle de New York (la Aeolian Company), un fabricant d'instruments de musique qui commercialisait notamment un piano mécanique, le pianola. Cette société transforme l'espace en bureaux, en salle d'exposition et y établit une salle de concert.
Les studios St George Hall de la BBC ayant été détruits par un bombardement en mars 1943 lors de la Seconde Guerre mondiale, la BBC utilise la salle pour des concerts radiodiffusés et pour l'enregistrement de récitals, et ce jusqu'en 1975. Ainsi, pour l'émission radiophonique Pop Goes the Beatles, les Beatles y enregistrent en 1963 Taste of Honey le 10 juillet (diffusion le 23 juillet), puis Too Much Monkey Business le 3 septembre (diffusion le 10 septembre).
Le Aeolian Hall, renommé actuellement sous le vocable de Renoir House, est occupé aujourd'hui par plusieurs boutiques d'antiquaires.

## Homonymes
Il existait une salle de concert portant le même nom à Manhattan (New York), à proximité de Times Square.